# Slikanje s črnilom
Slikanje s črnilom (poenostavljeno kitajsko: 水墨画; tradicionalno kitajsko: 水墨畫; pinjin: šuǐmòhuà; japonsko 水墨画, 墨絵, latinizirano: suiboku-ga, sumi-e; korejsko 수묵화, latinizirano: sumukhva) je vrsta azijskega slikanje s čopičem, ki uporablja črno črnilo, kot se uporablja v azijski kaligrafiji, v različnih koncentracijah. Pojavilo se je v času kitajske dinastije Tang (618–907) in je razveljavilo prejšnje, bolj realistične tehnike. Običajno je enobarvno, uporablja samo odtenke črne, z velikim poudarkom na virtuoznem risanju s čopičem in prenašanju zaznanega »duha« ali »bistva« predmeta namesto neposrednega posnemanja. Cvetelo je od dinastije Song na Kitajskem (960–1279) naprej, pa tudi na Japonskem, potem ko so jo uvedli zen budistični menihi v 14. stoletju. Nekateri zahodni učenjaki delijo kitajsko slikarstvo (vključno s slikanjem s črnilom) na tri obdobja: čas upodobitve, čas izražanja in zgodovinsko vzhodnjaško umetnost. Kitajski učenjaki imajo svoje poglede, ki se razlikujejo od tega, in verjamejo, da so sodobne kitajske slike s črnilom pluralistično nadaljevanje več zgodovinskih tradicij.
Na Kitajskem in Japonskem, vendar veliko manj v Koreji, je slikanje s črnilom oblikovalo posebno slogovno tradicijo, pri kateri je delala drugačna skupina umetnikov od tistih, ki so delali druge vrste slik. Zlasti na Kitajskem je bil to gentlemanski poklic, povezan s poezijo in kaligrafijo, ki so ga pogosto izdelovali znanstveniki-uradniki ali literati, idealno ilustrirali svojo poezijo in izdelovali slike kot darila za prijatelje ali pokrovitelje, namesto da bi slikali za plačilo. V praksi je imel nadarjen slikar pogosto zelo koristno prednost pri plezanju po birokratski lestvici. V Koreji so bili slikarji manj ločeni in bolj pripravljeni slikati v dveh tehnikah, kot je mešanje barvnih površin z enobarvnim črnilom, na primer pri slikanju obrazov figur.
Navpični viseči zvitek je bil klasičen format; dolg vodoravni format ročnega pomika je bil običajno povezan s profesionalnim barvnim slikanjem, vendar se je uporabljal tudi za literarno slikanje. V obeh formatih so bile slike na splošno zvite in prinesene ven, da jih je lastnik občudoval, pogosto z majhno skupino prijateljev. Kitajski zbiralci so radi žigosali slike s svojimi pečati, običajno z rdečimi blazinicami za črnilo, včasih pa so dodajali pesmi ali zapise hvaležnosti. Nekatere stare in znamenite slike so se zaradi tega precej iznakazile; cesar Kianlong je bil poseben prestopnik.
V krajinskem slikarstvu so upodobljeni prizori običajno namišljeni ali zelo ohlapne prilagoditve dejanskih pogledov. Gorske pokrajine v slogu šan šui so daleč najpogostejše, pogosto spominjajo na posamezna območja, tradicionalno znana po svoji lepoti, od katerih je bil umetnik morda zelo oddaljen. Zelo pogosto je vključena voda.

## Filozofija
Vzhodnoazijsko pisanje o estetiki je na splošno dosledno v trditvi, da cilj slikanja s črnilom ni le reproducirati videz predmeta, temveč ujeti njegov duh. Da bi naslikal konja, mora slikar s črnilom razumeti njegov temperament bolje kot njegove mišice in kosti. Če želite naslikati rožo, ni treba popolnoma uskladiti njenih cvetnih listov in barv, pomembno pa je, da prenesete njeno živahnost in dišavo. V tem so ga primerjali s kasnejšim zahodnim gibanjem impresionizma. Posebej je povezan tudi s sekto Čán ali zen v budizmu, ki poudarja »preprostost, spontanost in samoizražanje« in daoizmom, ki poudarja »spontanost in harmonijo z naravo«, zlasti v primerjavi z manj duhovno- usmerjeni konfucijanstvom.
Vzhodnoazijsko slikanje s črnilom že dolgo navdihuje sodobne umetnike na Zahodu. Ameriški umetnik in pedagog Arthur Wesley Dow (1857–1922) je v svoji klasični knjigi Composition o slikanju s črnilom zapisal tole: »Slikar ... je na papir nanesel čim manj črt in tonov; ravno toliko, da povzroči obliko, teksturo in učinek, ki ga je treba občutiti. Vsak dotik s čopičem mora biti poln smisla in neuporabne podrobnosti odstranjene. Združite vse dobre točke v takšni metodi in imeli boste lastnosti najvišje umetnosti.« Dowovo navdušenje nad slikanjem s črnilom ni samo oblikovalo njegovega lastnega pristopa k umetnosti, ampak je tudi pomagalo osvoboditi številne ameriške moderniste tega obdobja, vključno z njegovo študentko Georgio O'Keeffe, tega, kar je sam imenoval pristop »pripovedovanja zgodb«. Dow si je prizadeval za harmonične kompozicije s tremi elementi: črto, senčenjem in barvo. Zagovarjal je vadbo z vzhodnoazijskimi čopiči in črnilom za razvoj estetske ostrine s črtami in senčenjem.

## Tehnika, materiali in orodja
Slikanje s črnilom uporablja tonaliteto in senčenje, doseženo s spreminjanjem gostote črnila, tako z različnim mletjem črnilne palčke v vodi kot s spreminjanjem obremenitve in pritiska črnila v eni sami potezi čopiča. Umetniki, ki slikajo s črnilom, leta vadijo osnovne poteze s čopičem, da izboljšajo gibanje čopiča in pretok črnila. Te veščine so tesno povezane s tistimi, ki so potrebne za osnovno pisanje z vzhodnoazijskimi znaki in nato za kaligrafijo, ki v bistvu uporablja isto črnilo in čopiče. V roki mojstra lahko ena sama poteza proizvede precejšnje razlike v tonaliteti, od temno črne do srebrno sive. Tako v svojem prvotnem kontekstu senčenje pomeni več kot le temno-svetlo ureditev: je osnova za nianse v tonaliteti, ki jih najdemo v vzhodnoazijskem slikanju s tušem in kaligrafiji s čopičem in črnilom.
Ko je poteza enkrat naslikana, je ni več mogoče spremeniti ali izbrisati. Zaradi tega je slikanje s črnilom tehnično zahtevna oblika umetnosti, ki zahteva veliko spretnosti, koncentracije in let urjenja.
Štirje zakladi so povzeti v štiribesednem distihu: »文房四寶: 筆、墨、紙、硯,« (pinjin: wén fáng sì bǎo: bǐ, mò, zhǐ, yàn) Štirje dragulji študije: čopič, črnilo, papir, črnilni kamen kitajskega učenjaka-uradnika ali razreda literatov, ki so tudi nepogrešljiva orodja in materiali za vzhodnoazijsko slikarstvo.

### Čopič
Najzgodnejši nedotaknjen čopič s črnilom je bil najden leta 1954 v grobnici državljana Čuja (vazalna država dinastije Džou) iz obdobja vojskujočih se držav (475–221 pr. n. št.),  na arheološkem najdišču Zuo Gong Šan 15 v bližini mesta  Čangša (poenostavljena kitajščina: 长沙; tradicionalna kitajščina: 長沙; pinjin: Changshā). Ta najdena primitivna različica čopiča za črnilo je imela leseno steblo in bambusovo cev, s katero je bil snop las pritrjen na steblo. Legenda napačno pripisuje izum čopiča s črnilom kasnejšemu Čin generalu Meng Tianu. Sledi čopiča za pisanje pa so odkrili na Šangovih žadih in domnevajo, da so bili podlaga za napise na Orakeljskih kosteh (kitajsko: 甲骨; pinjin: jiǎgǔ) so kosi volovske lopatice in želvjega plastrona, ki so jih uporabljali za piromantijo – obliko vedeževanja).
Čopič za pisanje je vstopil v novo stopnjo razvoja v dinastiji Han. Najprej se je pojavila dekorativna obrt graviranja in intarzije na držalu za pero. Drugič, ohranjenih je tudi nekaj zapisov o izdelavi pisalnih čopičev. Na primer, prvo monografijo o izbiri, proizvodnji in funkciji čopiča za pisanje je napisal Cai Yong, kitajski astronom, kaligraf, zgodovinar, matematik, glasbenik, politik v vzhodni dinastiji Han. Tretjič, pojavila se je posebna oblika »belega pisala za lase«. Uradniki v dinastiji Han so pogosto naostrili konec čopiča in si ga zataknili v lase ali klobuk zaradi udobja. Častilci si pogosto dajo pero na glavo, da bi izkazali spoštovanje.
Za dinastiji Juan in Ming je Huzhou ustvaril skupino strokovnjakov za izdelavo peres, kot so Wu Yunhui, Feng Yingke, Lu Wenbao, Zhang Tianxi itd. Hudžou (kitajsko 湖州; pinjin: Húzhōu) je središče kitajskega izdelovanja čopičev od dinastije Čing. Istočasno je bilo veliko znanih čopičev na drugih mestih, kot so čopič Rujang Liu v provinci Henan, čopič Li Dinghe v Šanghaju, Wu Yunhui v provinci Jiangxi.
Čopiči za slikanje s črnilom so podobni čopičem, ki se uporabljajo za kaligrafijo, in so tradicionalno izdelani iz bambusa s kozjo, govejo, konjsko, ovčjo, zajčjo, kunčjo, jazbečevo, jelenovo, merjasčevo in volkovo dlako. Dlake čopiča so zožene na fino konico, kar je bistvenega pomena za slog slikanja s črnilom.
Različni čopiči imajo različne lastnosti. Majhen čopič iz volčje dlake, ki je zožen na tanko konico, lahko nanese še tako tanko linijo črnila (podobno kot pero). Velik volneni čopič (ena različica, imenovana veliki oblak) lahko zadrži veliko količino vode in črnila. Ko tak velik čopič pada na papir, nanese stopenjsko plast črnila, ki zajema nešteto odtenkov sive do črne. 

### Palčke tuša
Barvanje s črnilom se običajno izvaja na riževem papirju (kitajski) ali vaši (和紙) (japonski papir), ki sta oba zelo vpojna in nista določenih dimenzij. V nekaterih oblikah slikanja s črnilom se uporablja tudi svila. Veliko vrst papirja Xuan in vaši ni primerno za slikanje, tako kot papir za akvarel. Vsaka poteza s čopičem je vidna, zato je za vsako slikanje v smislu zahodnjaškega sloga slikanja potreben papir primerne velikosti. Današnji proizvajalci papirja razumejo zahteve umetnikov po bolj vsestranskem papirju in si prizadevajo izdelati vrste, ki so bolj prilagodljive. Če uporabljate tradicionalni papir, se zamisel o "slikanju s črnilom" nanaša na tehniko mokro na mokro, nanašanje črnega črnila na papir, kjer je že naneseno svetlejše črnilo ali s hitro manipulacijo vodno razredčenega črnila, ko je že nanesen na papir z zelo velikim čopičem.
Pri slikah s črnilom, tako kot pri kaligrafiji, umetniki navadno zmeljejo črnilno palčko v črnilnem kamnu, da dobijo črno črnilo, vendar so na voljo tudi pripravljena tekoča črnila (bokuju (墨汁) v japonščini). Večina črnilnih palčk je narejenih iz saj iz bora ali rastlinskega olja, kombiniranega z živalskim lepilom. Umetnik kane nekaj kapljic vode na črnilni kamen in s krožnimi gibi melje črnilno palčko, dokler ne nastane gladko črno črnilo želene koncentracije. Pripravljena tekoča črnila se razlikujejo po viskoznosti, topnosti, koncentraciji itd., vendar so na splošno primernejša za vadbo kitajske kaligrafije kot za risanje slik. Same črnilne palčke so včasih bogato okrašene s pokrajinami ali rožami v nizkem reliefu, nekatere pa so poudarjene z zlatom.

### Xuan papir
Papir (kitajsko: tradicionalno 紙, poenostavljeno 纸; pinjin: zhǐ) je bil prvič razvit na Kitajskem v prvem desetletju leta 100 našega štetja. Pred izumom so za pisalni material uporabljali bambusove lističe in svilo. Na Kitajskem se je skozi stoletja razvilo več načinov proizvodnje papirja. Vendar je bil papir, ki je veljal za največjo vrednost, tisti iz Jingxiana (泾县) v provinci Anhui. Papir Xuan ima veliko natezno trdnost, gladko površino, popolno in čisto teksturo in gladkost, odlično odpornost proti gubam, koroziji, moljem in plesni. Papir Xuan ima poseben učinek prodiranja črnila, ki ni na voljo v papirju, izdelanem v zahodnih državah. Papir Xuan je bil prvič omenjen v starodavnih kitajskih knjigah Beležke preteklih slavnih slik in Nova knjiga Tang. Prvotno so ga proizvajali v dinastiji Tang v okrožju Jing, ki je bilo pod jurisdikcijo Xuanchenga (Xuanzhou), od tod tudi ime papir Xuan. Med dinastijo Tang je bil papir pogosto mešanica konoplje (prvo vlakno, uporabljeno za papir na Kitajskem) in vlaken murve.
Materiali, uporabljeni v papirju Xuan, so tesno povezani z geografskim okoljem okrožja Jing. Lubje Pteroceltis tatarinowii, vrsta drevesa, ki je endemična za Kitajsko in edini obstoječi član rodu Pteroceltis, se na tem območju uporablja kot glavni material za proizvodnjo riževega papirja. Riž in več drugih materialov so kasneje dodali receptu v dinastijah Song in Yuan. Približno takrat so bambus in murvo začeli uporabljati tudi za proizvodnjo riževega papirja.
Proizvodnja papirja Xuan je sestavljena iz približno osemnajststopenjskih procesov – če pogledamo v podrobnosti, lahko štejemo več kot sto korakov. Nekateri proizvajalci papirja svoj postopek ohranjajo v strogi tajnosti. Postopek vključuje kuhanje in beljenje lubja Pteroceltis tatarinowii ter dodajanje različnih sadnih sokov. 

### Črnilni kamen
Črnilni kamen ni samo tradicionalna kitajska pisarniška naprava, ampak tudi pomembno orodje za slikanje s črnilom. Je kamnita posoda, ki se uporablja za mletje in zadrževanje črnila. Črnilne kamne izdelujejo poleg kamna tudi iz gline, brona, železa in porcelana. Ta naprava se je razvila iz tornega orodja za drgnjenje barv pred približno šest do sedem tisoč leti.
- Čopič za črnilo z motivom zlatega zmaja, ki ga je uporabljal cesar Ming Wanli (1563-1620), Kitajska.
- Rekonstrukcija pisalne mize cesarja Qianlonga (1711–1799), Kitajska.
- Murata Seimin (1761–1837), Podstavek za čopič v obliki bogomoljke, ok. 1800 (pozni Edo), bron, 18 cm, Japonska. Zbral Walters Art Museum.
- Črnilna palčka; na osnovi ogljika in iz saj in živalskega lepila, Kitajska.
- Spominske kitajske črnilne palčke za zbiratelje.
- Slika iz tehničnega dokumenta Tiangong Kaiwu iz 17. stoletja (天工開物-松烟制墨法), ki podrobno opisuje, kako se bor sežge v peči na enem koncu in zbira saje na drugem za izdelavo črnila, Kitajska.
- Fragment starodavnega kitajskega papirnatega zemljevida s črnim črnilom, najdenega na prsih osebe, ki je bila v grobnici 5 v Fangmatanu v Gansuju na Kitajskem leta 1986, iz zgodnjega Zahodnega Hana, 2. stoletje pr. n. št., 5,6 cm × 2,6 cm (2,2 in × 1,0 v).
- Slika lesoreza iz dinastije Ming, ki opisuje pet glavnih korakov v starodavnem kitajskem procesu izdelave papirja, kot ga je orisal Cai Lun leta 105 našega štetja. Slika je iz tehničnega dokumenta Tiangong Kaiwu iz 17. stoletja (天工開物-覆簾壓紙), Kitajska.
- Črnilni kamen Duan iz dinastije Song-In za izdelavo kitajskega črnila z uporabo vode in črnilne palčke, 10. stoletje, Kitajska.
- Črnilni kamen, črnilna palčka za uporabo v vzhodnoazijskem slikarstvu-kaligrafiji.